# アキダクト
アキダクト（アクダクト）とは、カクテルの1種であり、ショートドリンク（ショートカクテル）に分類される。ベースはウォッカであり度数は20度～37度。なお、アキダクトとは、水道橋のことである。

## 標準的なレシピ
- ウォッカ ： オレンジ・キュラソー ： アプリコット・ブランデー ＝ 2：1：1
- ライム・ジュース ＝ 1tsp
- オレンジの果皮 （香り付け用）

### 作り方
ウォッカ、オレンジ・キュラソー、アプリコット・ブランデー、ライムジュースをシェークして、カクテル・グラス（容量75〜90ml程度）に注ぎ、最後に、オレンジの果皮より精油を絞りかければ完成である。なお、ライムジュースは、その場でライムを絞ったものを使用するのがベストであるが、市販のジュースを用いても良い。

## 主な参考文献
- 稲 保幸 『カクテル・レシピ1000』 日東書院 2005年7月10日発行 ISBN 4-528-01412-2